# 本間雅美
本間 雅美（ほんま まさみ、1951年 - ）は、日本の経済学者。専門は、世界経済論・国際金融論・開発政策。博士（経済学）。北海道出身。

## 略歴
1974年、札幌大学経済学部卒業。1986年、北海道大学大学院経済学研究科経済政策専攻単位取得退学（指導教員：富森虔児・佐々木隆生）。1986年、北海道大学経済学部助手。1987年、小樽女子短期大学英文科専任講師。1991年、札幌大学経済学部助教授。1993年、北海道大学から博士（経済学）の学位を授与される。
1995年、札幌大学経済学部教授。2004年、ジョージタウン大学客員研究員（2005年まで）。2013年、札幌大学地域共創学郡地域創生専攻教授。

## 著書
- 『世界銀行の成立とブレトン・ウッズ体制』（同文舘出版、1991.5）
- 『世界銀行と国際問題』（同文舘出版、1996.4）
- 『世界銀行と南北問題』（同文舘出版、2000.3）
- 『世界銀行と開発政策融資』（同文舘出版、2008.3）